# Franciszek Jóźwiak
Franciszek Jóźwiak, ps. Witold, Wit, Tadek, Mieczysław Ćwilichowski (ur. 20 października 1895 w Hucie, zm. 23 października 1966 w Warszawie) – polski polityk komunistyczny, szef sztabu Gwardii Ludowej (wrzesień 1942 – 31 grudnia 1943) i Armii Ludowej (1944), generał dywizji ludowego Wojska Polskiego, komendant główny Milicji Obywatelskiej (1944–1949) i wiceminister bezpieczeństwa publicznego (od marca 1945 do marca 1949), od marca 1946 członek Państwowej Komisji Bezpieczeństwa. Członek Biura Politycznego KC PZPR (1948–1956), członek Rady Państwa (1949–1952), prezes Najwyższej Izby Kontroli (1949–1952), minister kontroli państwowej (1952–1955), wiceprezes Rady Ministrów (1955–1956). Poseł do Krajowej Rady Narodowej, na Sejm Ustawodawczy oraz Sejm PRL I kadencji.

## Życiorys
Urodził się w rodzinie Ignacego i Antoniny. Jego brat Józef, był żołnierzem 2 Korpusu Polskiego, walczył pod Monte Cassino. Uzyskał wykształcenie podstawowe. W 1912 wstąpił do Polskiej Partii Socjalistycznej. Był członkiem Polskiej Organizacji Wojskowej. Podczas I wojny światowej został wcielony do armii rosyjskiej, z której zbiegł, a następnie wstąpił do Legionów Polskich. W czasie tzw. kryzysu przysięgowego służąc w 1 pp odmówił złożenia przysięgi na wierność państwom centralnym, za co 17 lipca 1917 został internowany w obozie w Szczypiornie. Po odzyskaniu niepodległości wstąpił do Wojska Polskiego, w którego szeregach wziął udział w wojnie polsko-bolszewickiej. W 1921 został zdemobilizowany jako podoficer rezerwy WP stopniu kaprala. W 1921 wstąpił do Komunistycznej Partii Robotniczej Polski. Rok później został po raz pierwszy zatrzymany i aresztowany na 18 miesięcy w Lublinie. W grudniu 1924 aresztowany po raz drugi. Więzienie opuścił w grudniu 1926 i kierował pracą komitetów okręgowych KPP: lubelskim, radomsko-kieleckim i poznańsko-pomorskim. W latach 1928–1929 przebywał nielegalnie na szkoleniu w ZSRR, w tzw. Szkole Leninowskiej, która była kuźnią kadr bolszewickich rewolucjonistów. W 1931 został szefem Wydziału Wojskowego Komitetu Centralnego KPP, zajmującego się wywiadem na rzecz ZSRR i propagandą komunistyczną w Wojsku Polskim. W kwietniu tego roku aresztowany po raz trzeci i skazany na sześć lat pozbawienia wolności. W styczniu 1937 osadzony został w obozie w Berezie Kartuskiej. W tym samym roku skazany został na karę dziesięciu lat pozbawienia wolności. Do 1939 odbywał karę w zakładzie karnym w Tarnowie. Po ataku Niemiec na Polskę został zwolniony z więzienia. W latach 1939–1941 przebywał na terenach okupacji sowieckiej, przyjmując obywatelstwo. W maju 1941 został członkiem Wszechzwiązkowej Komunistycznej Partii (bolszewików).
Po agresji niemieckiej na ZSRR walczył w partyzantce radzieckiej. Na początku 1942 powrócił do okupowanego kraju. Wstąpił do Polskiej Partii Robotniczej i w maju tego roku został członkiem Komitetu Centralnego PPR, w sierpniu szefem Sztabu Głównego Gwardii Ludowej, a w listopadzie członkiem Sekretariatu KC PPR. Franciszek „Witold” Jóźwiak do warszawskiego getta przyniósł rewolwer, z którego 18 stycznia 1943 padł pierwszy strzał przeciw oddziałom niemieckim w trakcie akcji likwidacyjnej. 1 stycznia 1944 mianowany został szefem Sztabu Głównego – zastępcą naczelnego dowódcy Armii Ludowej.
W latach 1944–1949 pełnił obowiązki pierwszego komendanta głównego Milicji Obywatelskiej i od marca 1945 równocześnie wiceministra bezpieczeństwa publicznego (do marca 1949). W kwietniu 1946 awansowany do stopnia generała dywizji. Następnie był prezesem Najwyższej Izby Kontroli, a po jej likwidacji (1952) w latach 1952–1955 ministrem kontroli państwowej. Równocześnie, w latach 1949–1952, był członkiem Rady Państwa. W latach 1955–1956 był wicepremierem. W latach 1948–1956 był członkiem Biura Politycznego Komitetu Centralnego Polskiej Zjednoczonej Partii Robotniczej i przewodniczącym Centralnej Komisji Kontroli Partyjnej. Był posłem do Krajowej Rady Narodowej, na Sejm Ustawodawczy i Sejm PRL I kadencji. Od 1945 do 1948 był prezesem Zarządu Głównego Związku Uczestników Walki Zbrojnej o Wolność i Demokrację. W latach 1948–1949 prezes Zarządu Głównego Związku Bojowników z Faszyzmem i Najeźdźcą Hitlerowskim o Niepodległość i Demokrację, a do 1956 Związku Bojowników o Wolność i Demokrację. W listopadzie 1949 został członkiem Ogólnokrajowego Komitetu Obchodu 70-lecia urodzin Józefa Stalina.
Został pochowany 26 października 1966 z pełnymi honorami państwowymi i wojskowymi w Alei Zasłużonych na cmentarzu Wojskowym na Powązkach (kwatera A28-tuje-18) w Warszawie. W pogrzebie wzięli udział członkowie Biura Politycznego KC PZPR i sekretariatu KC: premier Józef Cyrankiewicz, minister obrony narodowej Marian Spychalski, Zenon Kliszko, Ignacy Loga-Sowiński, Ryszard Strzelecki, Eugeniusz Szyr, Witold Jarosiński i Władysław Wicha.

## Życie prywatne
W latach 1942–1956 był mężem Heleny Wolińskiej, prokuratora wojskowego w stalinowskich procesach politycznych, która zostawiła go i powróciła do Włodzimierza Brusa, swego pierwszego i trzeciego męża. 

## Ordery i odznaczenia
- Order Budowniczych Polski Ludowej (1954)[10]
- Order Krzyża Grunwaldu I klasy
- Order Sztandaru Pracy I klasy
- Krzyż Komandorski z Gwiazdą Orderu Odrodzenia Polski (11 kwietnia 1949)[11]
- Krzyż Komandorski Orderu Odrodzenia Polski (19 lipca 1946)[12]
- Krzyż Partyzancki (12 czerwca 1946)[13]
- Medal za Warszawę 1939–1945 (17 stycznia 1946)[14]
- Medal Zwycięstwa i Wolności 1945
- Krzyż Komandorski z Gwiazdą Orderu Zasługi Republiki Węgierskiej (Węgry, 1948)[15]
- Gwiazda I klasy Czechosłowackiego Wojskowego Orderu Lwa Białego „Za zwycięstwo” (1949)[16]

## Upamiętnienie
W czasach PRL był patronem milicyjnej Wyższej Szkoły Oficerskiej w Szczytnie (1972–1989) i 18 Brygady Artylerii w Bolesławcu (1972–1991) oraz Szkoły Podstawowej nr 146 w Warszawie, Szkoły Podstawowej nr 7 w Koninie, szkoły podstawowej nr 36 (obecnie Gimnazjum nr 17) w Lublinie, Szkoły Podstawowej nr 5 w Ełku, Zespołu Szkół Budowlanych w Koszalinie,  Zespołu Szkół Samochodowych w Radomiu, Szkoły Podstawowej w Kozłowie.
W latach 1984–1989 w Wojewódzkim Urzędzie Spraw Wewnętrznych w Lublinie stało popiersie generała dłuta Sławomira Mieleszki. Obecnie znajduje się ono w Galerii Sztuki Socrealizmu w zespole pałacowo-parkowym w Kozłówce. Do 18 października 1990 był on również patronem ulicy na terenie obecnej dzielnicy Praga-Południe w Warszawie.
W 1977 w Szkole Podstawowej Nr 6 przy ówczesnej ulicy Marksa w Krośnie ustanowiono tablicę upamiętniającą F. Jóźwiaka.

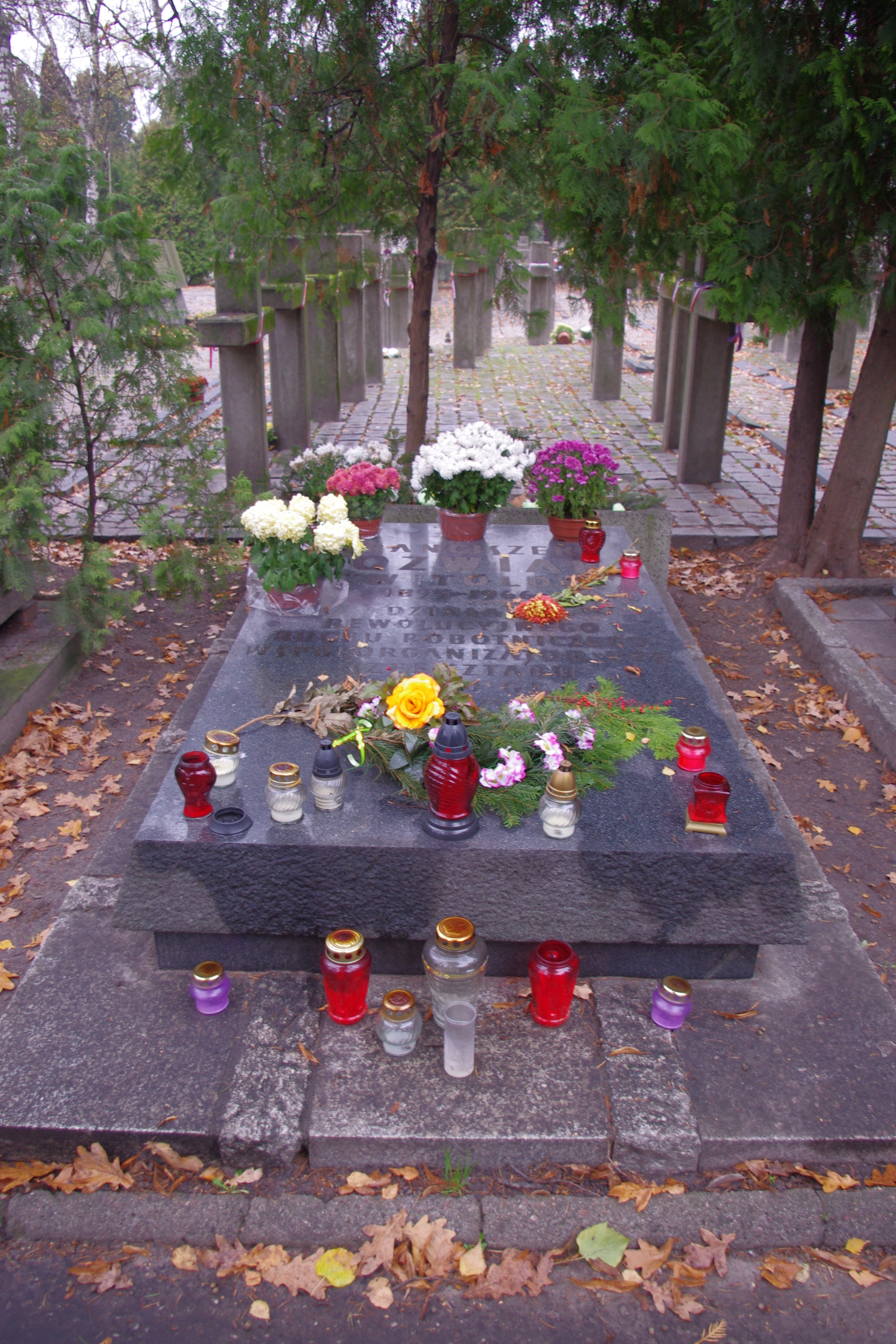
Grób gen. Franciszka Jóźwiaka na Cmentarzu Wojskowym na Powązkach w Warszawie
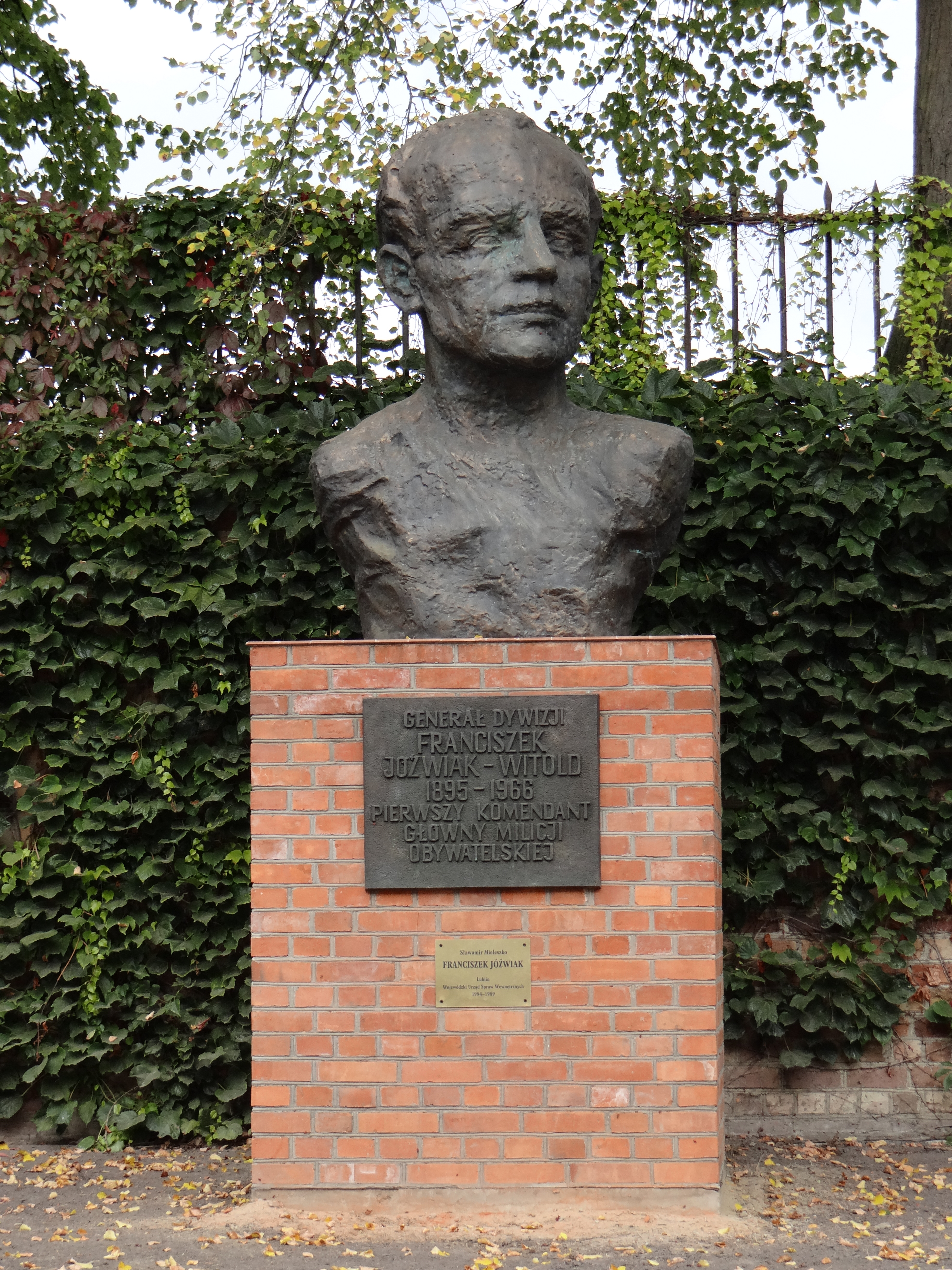
Galeria Socrealizmu w Kozłówce – wystawa plenerowa – gen. dyw. Franciszek Jóźwiak